# Dry Mountain
Pour les articles homonymes, voir Dry.
Dry Mountain est un sommet du comté d'Inyo, en Californie, dans l'Ouest des États-Unis. Il culmine à 2 644 mètres d'altitude dans le chaînon Panamint. Il est protégé au sein du parc national de la vallée de la Mort.